# Epiactis laevisi
Epiactis laevisi är en havsanemonart som beskrevs av Oscar Henrik Carlgren 1940. Epiactis laevisi ingår i släktet Epiactis och familjen Actiniidae. Inga underarter finns listade i Catalogue of Life.